# Tyrrell 008
Chronologie des modèles (1978)
Tyrrell P34 Tyrrell 009
La Tyrrell 008 est une monoplace de Formule 1 conçue et engagée par l'écurie Tyrrell Racing lors de du championnat du monde de Formule 1 1978. Elle est pilotée par deux pilotes français : Didier Pironi et Patrick Depailler. Ce dernier remporte avec cette monoplace le Grand Prix de Monaco 1978. Patrick Depailler monte également quatre fois sur le podium avec la Tyrrell 008 lors de la saison 1978 avec deux deuxièmes places au Grand Prix d'Afrique du Sud et d'Autriche et deux troisième place au Grand Prix d'Argentine et au États-Unis Ouest. 

## Histoire
L'écurie Tyrrell Racing Organisation est fondée en 1960 par Ken Tyrrell, un ancien pilote de modeste niveau dans les années 1950. L'écurie Tyrrell s'engage d'abord dans les championnats de Formule Junior, de Formule 3 et de Formule 2 avant de rejoindre la Formule 1 en 1968 en s'associant avec Matra. Sous le nom de Matra International, l'écurie termine à la troisième place du classement des constructeurs. L'association entre Matra et Tyrrell se poursuit en 1969 et Matra International remporte le championnat des constructeurs. Mais à l'issue de la saison 1969, les deux entités se séparent en raison d'un différend sur le choix du moteur pour la saison 1970. 
Ken Tyrrell se tourne vers March pour concevoir sa monoplace pour la saison 1970. Mécontent des performances du châssis March 701, Ken Tyrrell décide de devenir constructeur à part entière. C'est à l'occasion du Grand Prix du Canada que la Tyrrell 001, conçue par l'ingénieur Derek Gardner, fait ses débuts en Formule 1.
L'écurie Tyrrell remporte le championnat du monde des constructeurs en 1971 puis termine vice-champion du monde en 1972 et 1973. Après avoir terminé à la troisième place en 1973 puis à la cinquième place en 1974, Tyrrell tente de redresser la barre en 1976 puis en 1977 avec une monoplace révolutionnaire dotée de six roues : la P34. Si la P34 réalise le doublé au Grand Prix automobile de Suède 1976 avec la victoire de Jody Scheckter devant son coéquipier Patrick Depailler, l'écurie Tyrrell se classe troisième du championnat en 1976 puis cinquième en 1977. 

### Création de la monoplace
À la fin de l'année 1977, Derek Gardner quitte l'écurie Tyrrell et il est remplacé par Maurice Philippe. Cet ingénieur britannique a déjà travaillé en Formule 1 chez Team Lotus, participant à la conception des Lotus 49 et Lotus 72. Il participe également à la conception de la Lotus 56, une monoplace dotée d'une turbine et engagée aux 500 miles d'Indianapolis 1968. En 1974, il conçoit la Parnelli VPJ4 pour l'écurie Vel's Parnelli Jones Racing qui est pilotée par Mario Andretti lors de deux courses du championnat du monde de Formule 1. 
Le développement de la Tyrrell P34 étant abandonné, Maurice Philippe, aidé par Gene Varniers, se lancent dans la conception d'une nouvelle monoplace, baptisée « 008 ». Du fait de son expérience sur la Lotus 56, Maurice Philippe dote dans un premier temps la Tyrrell 008 d'une turbine. L'idée est de placer les radiateurs sous la monoplace, afin de la rendre plus aérodynamique, et d'utiliser la turbine pour en extraire la chaleur. L'ingénieur Brian Lisles teste plusieurs turbines à l'usine de Tyrrell grâce à un banc d'essais. Une fois la turbine idéale trouvée, l'écurie mène secrètement des essais sur le circuit Paul-Ricard. Mais le système ne s'avère pas efficace : la monoplace surchauffe régulièrement et l'idée de la turbine est abandonnée. On peut néanmoins voir un trou sur le dessus de la monoplace qui devait accueillir cette turbine. Hasard du destin, une autre écurie a la même idée : Brabham avec la BT46B. La monoplace est engagée lors du Grand Prix automobile de Suède 1978 qu'elle remporte avec Niki Lauda à son volant avant d'être interdite dès la course suivante. 
Après l'abandon de la turbine, Maurice Philippe revient à une conception classique pour la Tyrrell 008 : la monoplace est une monocoque en aluminium et son moteur, le Ford Cosworth DFV 90° V8, est placé en position longitudinale arrière. D'une cylindrée de 2 990 cm3, il développe 485 chevaux. 

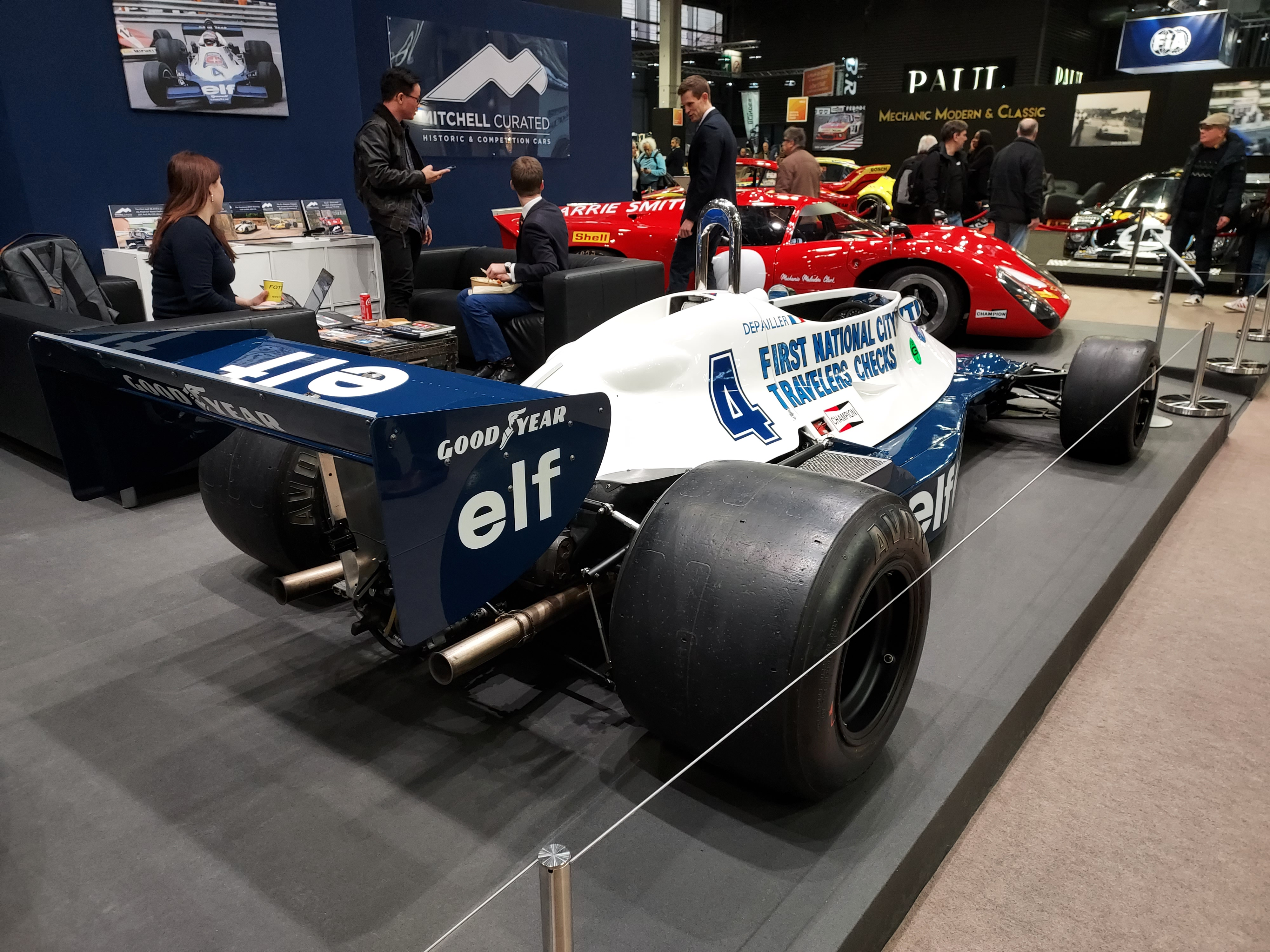
Le trou situé derrière l'arceau de sécurité devait accueillir une turbine.
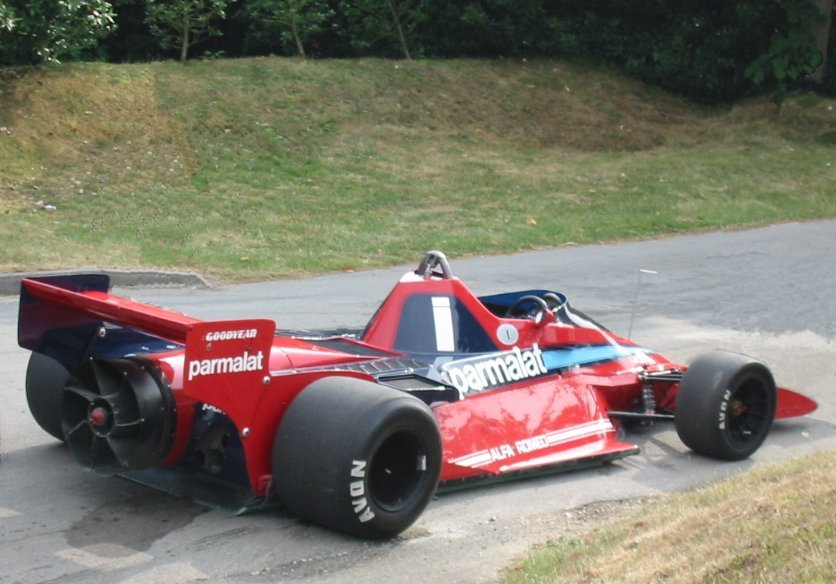
La Brabham BT46B dotée d'une turbine.
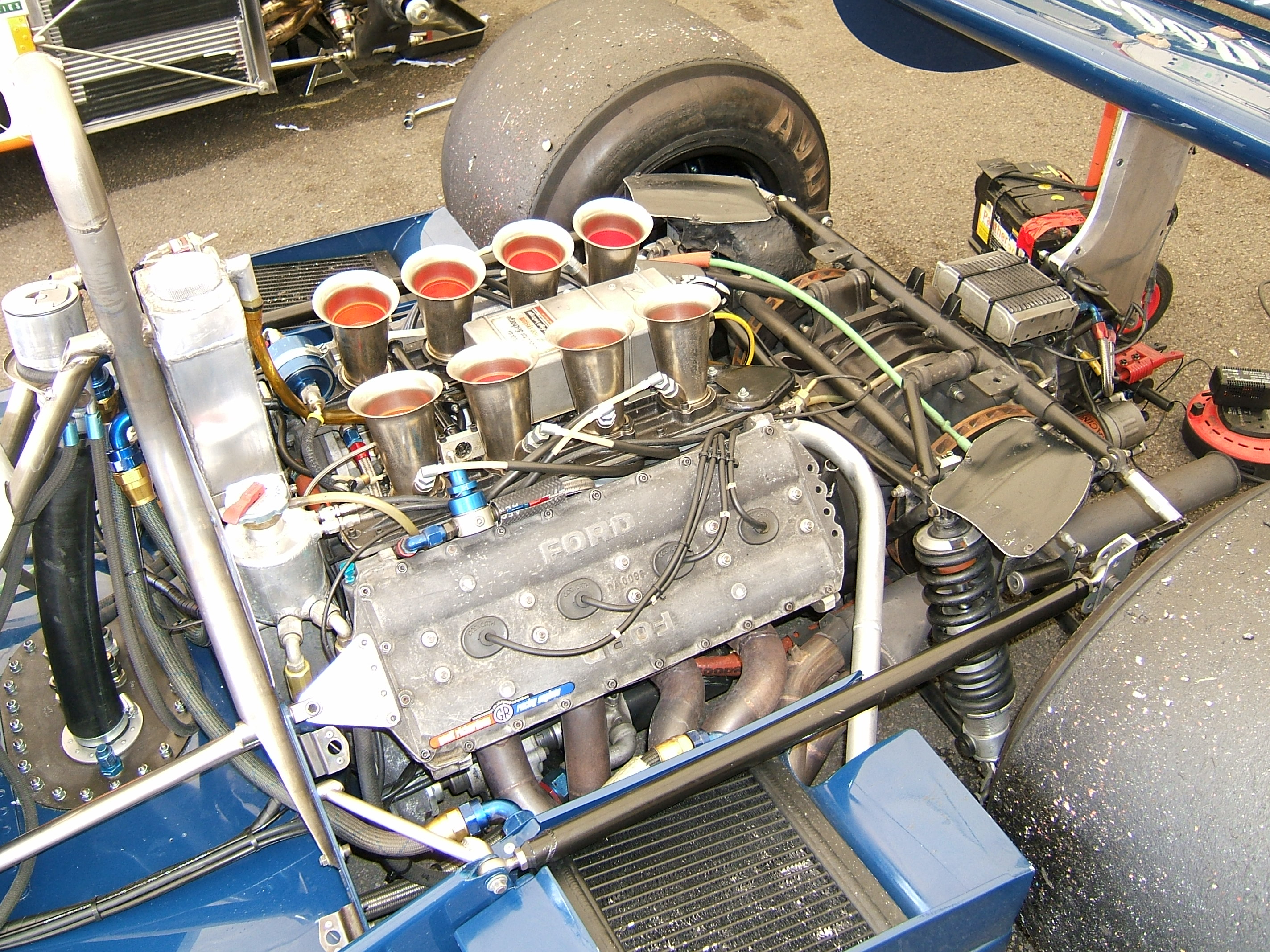
Le moteur Ford Cosworth de la Tyrrell 008.

### Livrée et sponsors
En 1976, lorsque Tyrrell dévoile la P34, la monoplace est bleue avec des bandes jaunes. L'écurie envisage alors d'être motorisé par Renault puis une fois le moteur Renault installé, la livrée doit devenir jaune avec des bandes bleues, mais Ken Tyrrell conserve finalement un moteur Ford. Le sponsor principal de l'équipe est l'entreprise Elf. Mais cette dernière réduit son apport financier à la fin de l'année 1976 et Tyrrell se dote d'un nouveau sponsor principal pour l'année 1977 : la banque Américaine First National City Bank. Dès lors, la livrée de la Tyrrell P34 est bleue et blanche. 
First National City Bank poursuit son partenariat avec Tyrrell pour la saison 1978 et la livrée bleue et blanche est conservée. Elf continue d'apparaître sur la monoplace au niveau des flancs, sur l'aileron avant et sur l'aileron arrière. Le manufacturier Goodyear, qui fournit les pneus à l'écurie Tyrrell, est quant à lui visible sur l'aileron avant et sur l'aileron arrière. 

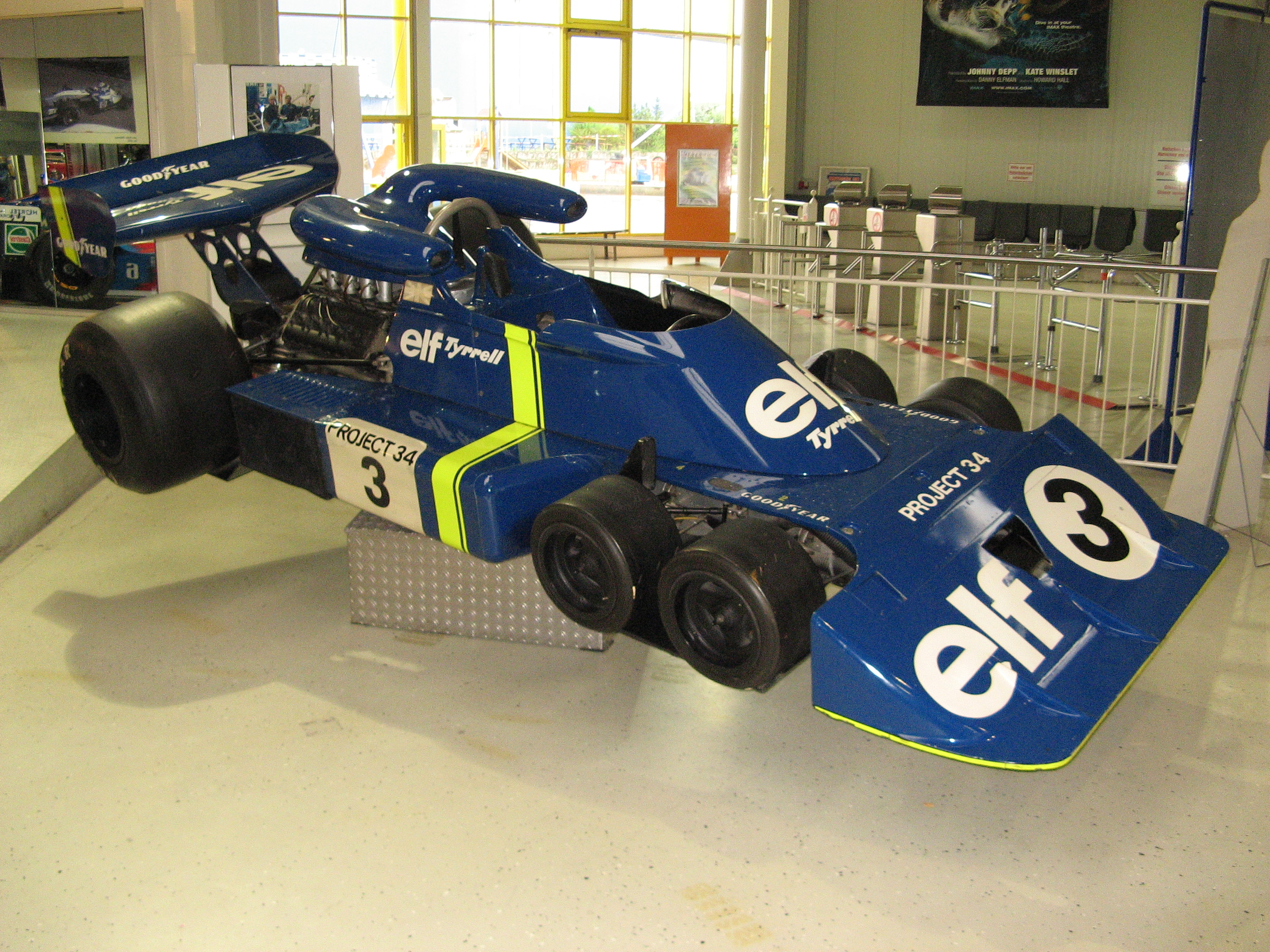
La Tyrrell P34 avec sa livrée bleue et les bandes jaunes.
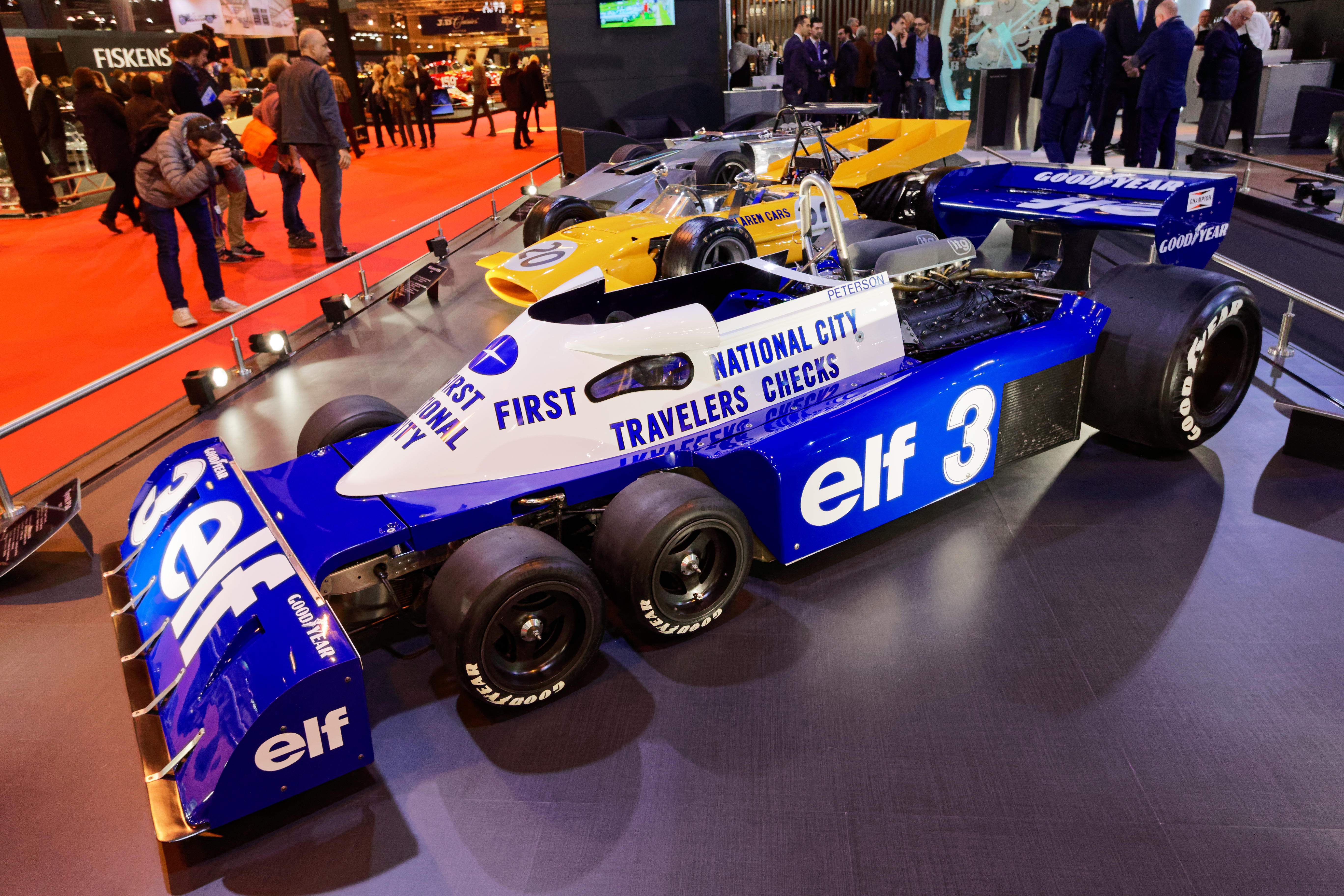
La Tyrrell P34 avec sa livrée bleue et blanche et son sponsor First National City Bank.
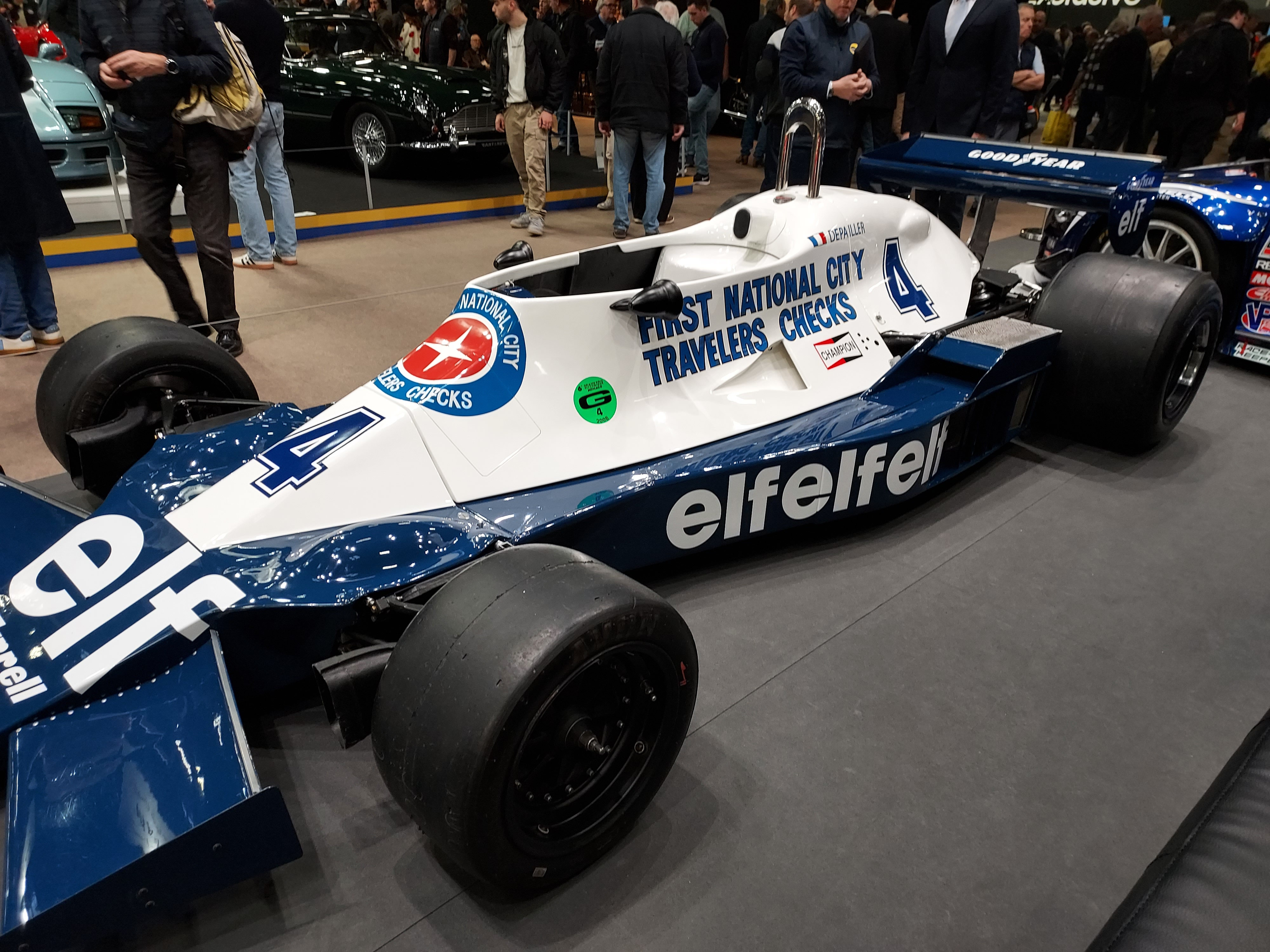
La Tyrrell 008 avec la livrée bleue et blanche et son sponsor First National City Bank.
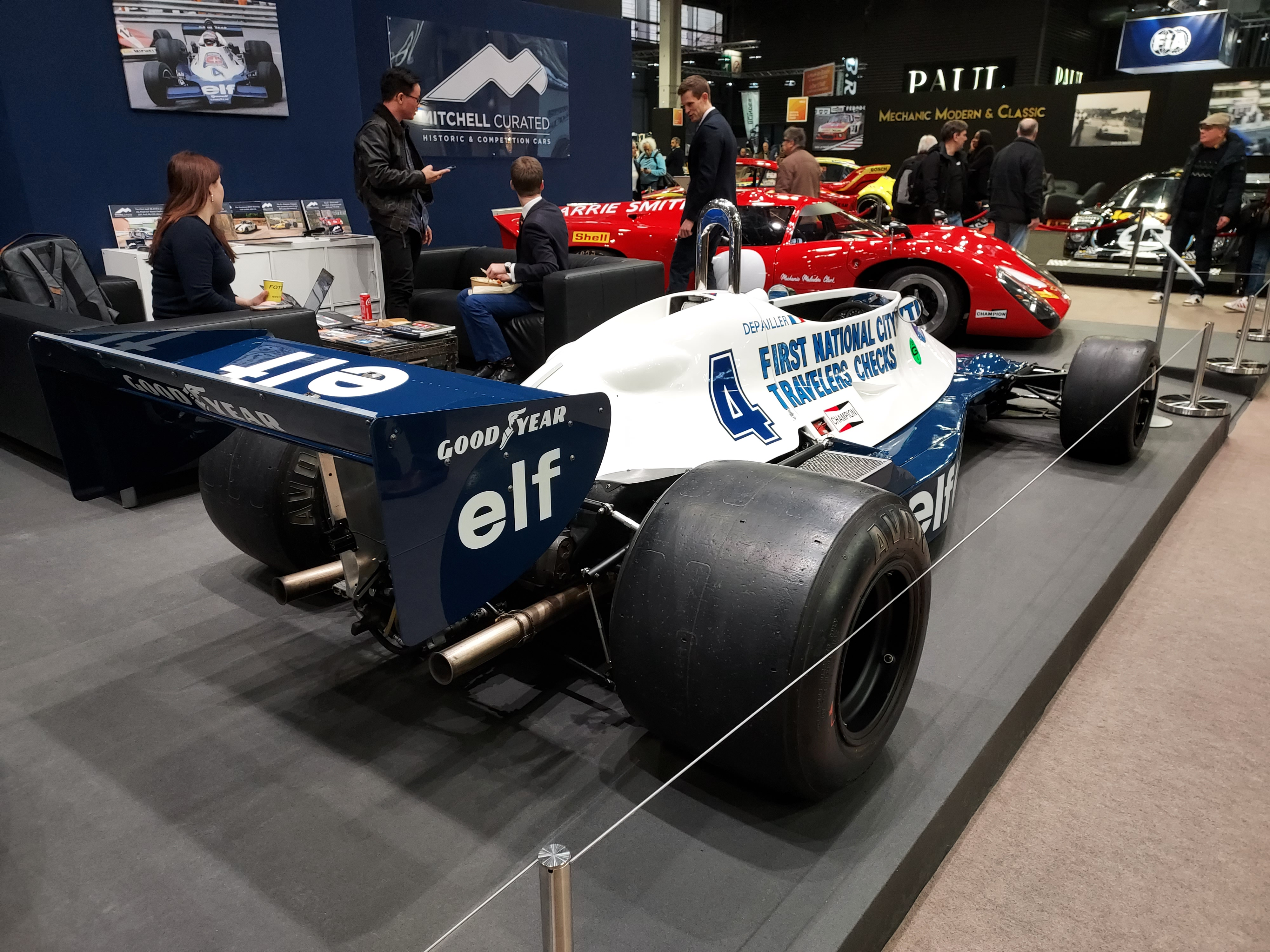
Les sponsors Elf et Goodyear apparaissent sur l'aileron arrière de la Tyrrell 008.

### Pilotes de la Tyrrell 008

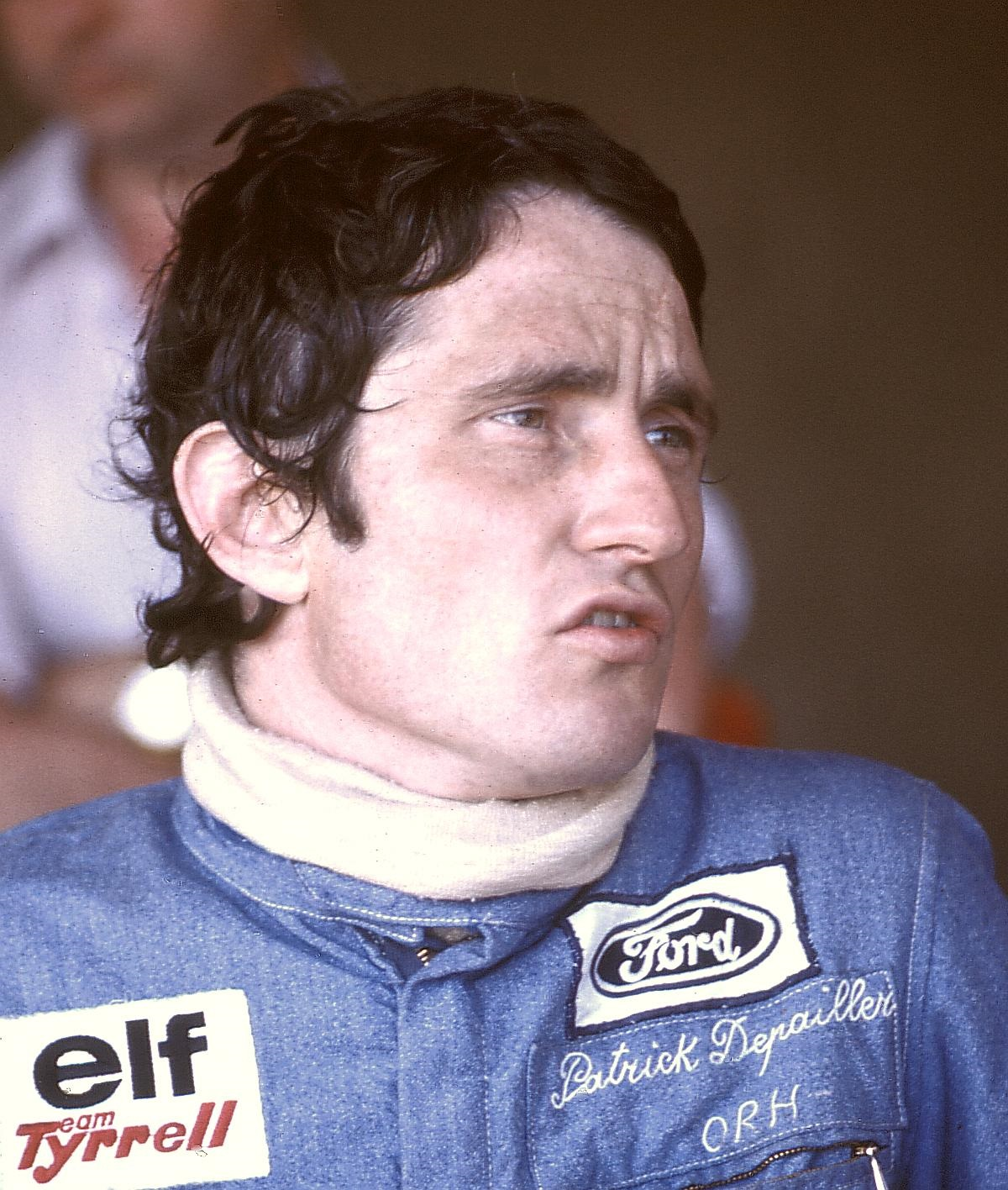
Patrick Depailler lors du Grand Prix de France 1975.

La Tyrrell est confiée aux pilotes français Patrick Depailler et Didier Pironi. Depailler est né le 9 août 1944 à Clermont-Ferrand. En 1972, il remporte le Grand Prix de Monaco de F3 sous une pluie battante.
Ce succès permet à Elf, qui le soutient financièrement, de convaincre l'écurie Tyrrell, qu'elle sponsorise, d'engager une troisième monoplace pour le Grand Prix de France qui se tient sur le circuit de Charade, près de sa ville natale. Patrick Depailler fait ainsi ses débuts en F1 avec la Tyrrell 004 et termine à la vingtième place mais n'est pas classé. Sa prestation lui vaut d'être rappelé par Tyrrell pour le Grand Prix des États-Unis, qu'il termine à la septième place, à la porte des points. 
Ne pouvant être titularisé par Tyrrell en 1973, il participe au Championnat d'Europe de Formule 2 et termine troisième au classement des pilotes grâce à cinq podiums. Grâce à ses bonnes performances, Ken Tyrrell lui propose de participer à deux courses de Formule 1 de la saison 1973, au Canada et aux États-Unis, mais il déclare forfait après un accident de moto. 
Pour la saison 1974, Ken Tyrrell doit engager deux nouveaux pilotes après le décès de François Cevert et le départ à la retraite de Jackie Stewart à l'issue de la saison 1973. Toujours soutenu financièrement par Elf, qui est toujours l'un des principaux sponsors de Tyrrell, Patrick Depailler est titularisé aux côtés de Jody Scheckter. Lors du Grand Prix de Suède, il signe la pole position et entre dans l'histoire de la Formule 1 en devenant le premier Français à réaliser cette performance. Le dimanche, en terminant deuxième derrière son coéquipier, il obtient son premier podium avec l'écurie Tyrrell. En 1975, il n'obtient qu'un seul podium au cours de la saison en terminant à la troisième place du Grand Prix d'Afrique du Sud.
En 1976, il réalise une très bonne saison en montant sept fois sur le podium en seize courses. Il termine deuxième au Brésil, en Suède, en France, au Canada et au Japon et il se classe troisième aux États-Unis Ouest et à Monaco. Au classement des pilotes, il se classe quatrième avec trente-neuf points. 
En 1977, il monte trois fois sur le podium avec une deuxième place au Canada et deux troisième place : en Afrique du Sud et au Japon. Au début de la saison 1978, il est âgé de 33 ans et est le pilote qui compte le plus de podiums (douze) sans la moindre victoire devant Chris Amon (onze podiums entre 1963 et 1976).

### Saison 1978
La saison 1978 du championnat du monde de Formule 1 débute avec le Grand Prix d'Argentine. Le circuit est mis à la disposition des équipes avant le début des essais libres du vendredi. Lors de ces essais non-officiels, Didier Pironi, dont c'est le premier Grand Prix en Formule 1, perd le contrôle de sa Tyrrell 008 dans les esses, juste après le stands, et termine dans sa course dans les grillages de protection. Sa monoplace est réparée à temps pour participer aux essais libres du vendredi. Ces essais s'avèrent être compliqués pour les deux pilotes Tyrrell : Patrick Depailler est victime d'un problème d'alimentation en carburant tandis que Didier Pironi connaît de nombreux ratés à cause d'un fil de bougie cassé. À l'issue des essais du vendredi, il n'y a que trois monoplaces moins bien classées que les Tyrrell : ce sont celles de Héctor Rebaque (sur une Lotus 78/1), du débutant Eddie Cheever (sur une Theodore TR1) et de Divina Galica (sur une Hesketh 308E/3). Le samedi, lors des qualifications, Patrick Depailler signe le dixième temps avec une monoplace ne rencontrant aucun problème. Didier Pironi parvient à se qualifier en vingt-troisième et avant-dernière position sur le grille de départ.

## Résultats en championnat du monde de Formule 1
| Saison | Écurie           | Moteur                   | Pneus | Pilotes           | 1   | 2    | 3   | 4    | 5   | 6    | 7    | 8    | 9    | 10   | 11   | 12   | 13   | 14   | 15   | 16  | Points | Classement des constructeurs |
| ------ | ---------------- | ------------------------ | ----- | ----------------- | --- | ---- | --- | ---- | --- | ---- | ---- | ---- | ---- | ---- | ---- | ---- | ---- | ---- | ---- | --- | ------ | ---------------------------- |
| 1978   | Elf Team Tyrrell | Ford Cosworth DFV 3.0 V8 | G     |                   | ARG | BRA  | AFS | USO  | MON | BEL  | ESP  | SUE  | FRA  | GBR  | ALL  | AUT  | NED  | ITA  | USE  | CAN | 38     | 4e                           |
| 1978   | Elf Team Tyrrell | Ford Cosworth DFV 3.0 V8 | G     | Didier Pironi     | 14  | 6    | 6   | Abd. | 5   | 6    | 12   | Abd. | 10   | Abd. | 5    | Abd. | Abd. | Abd. | 10   | 7   | 38     | 4e                           |
| 1978   | Elf Team Tyrrell | Ford Cosworth DFV 3.0 V8 | G     | Patrick Depailler | 3   | Abd. | 2   | 3    | 1   | Abd. | Abd. | Abd. | Abd. | 4    | Abd. | 2    | Abd. | 11   | Abd. | 5   | 38     | 4e                           |

Légende : ici 
- L'attribution des points s'effectue selon le barème 9, 6, 4, 3, 2, 1.
- Seuls les 7 meilleurs résultats des 8 premières manches et les 7 meilleurs résultats des 8 dernières manches sont retenus.

## Palmarès des pilotes de la Tyrrell 008
| Pilotes           | Grand Prix disputés | Victoires | Podiums | Points inscrits | Pole positions | Meilleur tour en course |
| ----------------- | ------------------- | --------- | ------- | --------------- | -------------- | ----------------------- |
| Didier Pironi     | 16                  | 0         | 0       | 7               | 0              | 0                       |
| Patrick Depailler | 16                  | 1         | 5       | 34              | 0              | 0                       |

## Rachat de la Tyrrell 008 par Melchester Racing puis par Nick Mason
Après la saison 1978 de Formule 1, l'écurie Tyrrell revend deux Tyrrell 008 à l'écurie Melchester Racing qui engage la monoplace lors du Championnat britannique de Formule 1 1979. Lors de cette saison, la Tyrrell 008 devient la première monoplace à mener une course de Formule 1 avec une femme au volant : il s'agit de la Sud-africaine Desiré Wilson qui monte quatre fois sur le podium et signe un meilleur tour en course. À l'issue de la saison, Desiré Wilson se classe à la septième place du championnat britannique de Formule 1 avec vingt-huit points.  
La Tyrrell 008 est ensuite engagée par l'écurie Nick Mason lors de la saison 1982 du championnat britannique de Formule 1. Elle est pilotée par John Brindley qui participe à trois des cinq courses de la saison. Il termine deuxième du dernier Grand Prix de la saison, à Brands Hatch. 

### Résultats en championnat britannique de Formule 1
| Saison | Écurie            | Moteur                   | Pilotes        | 1   | 2   | 3   | 4    | 5    | 6   | 7   | 8    | 9    | 10   | 11   | 12  | 13  | 14  | 15  |
| ------ | ----------------- | ------------------------ | -------------- | --- | --- | --- | ---- | ---- | --- | --- | ---- | ---- | ---- | ---- | --- | --- | --- | --- |
| 1979   | Melchester Racing | Ford Cosworth DFV 3.0 V8 |                | ZOL | OUL | BRH | MAL  | SNE  | THR | ZAN | DON  | OUL  | NOG  | MAL  | BRH | THR | SNE | SIL |
| 1979   | Melchester Racing | Ford Cosworth DFV 3.0 V8 | Desiré Wilson  | 3   | 3   | 3   | 11   | Abd. | 3   | 4   | Abd. | 5    | 4    | Abd. | 7   | 7   | 6   | 5   |
| 1979   | Melchester Racing | Ford Cosworth DFV 3.0 V8 | Gordon Smiley  | Np. | 9   | 4   | Abd. |      |     |     |      |      |      |      |     |     |     |     |
| 1979   | Melchester Racing | Ford Cosworth DFV 3.0 V8 | Neil Bettridge |     |     |     |      |      |     |     | 12   | Abd. | Abd. | Abd. | 5   | 5   |     |     |
| 1982   | Nick Mason        | Ford Cosworth DFV 3.0 V8 |                | OUL | BRH | THR | OUL  | BRH  |     |     |      |      |      |      |     |     |     |     |
| 1982   | Nick Mason        | Ford Cosworth DFV 3.0 V8 | John Brindley  |     | 5   |     | 4    | 2    |     |     |      |      |      |      |     |     |     |     |

Légende : ici 